# Ponsampère
Ponsampère é uma comuna francesa na região administrativa de Occitânia, no departamento de Gers. Estende-se por uma área de 8,9 km². Em 2010 a comuna tinha 122 habitantes (densidade: 13,7 hab./km²).